# Anatya januaria
Anatya januaria là loài chuồn chuồn trong họ Libellulidae. Loài này được Ris mô tả khoa học đầu tiên năm 1911.